# Telchinia burgessi
Telchinia burgessi is een vlinder uit de familie van de Nymphalidae. De wetenschappelijke naam van de soort is voor het eerst gepubliceerd in 1956 door Thomas Herbert Elliot Jackson.

## Verspreiding
De soort komt voor in Congo-Kinshasa (Noord-Kivu) en Oeganda. 

## Habitat
Het biotoop bestaat uit graslanden grenzend aan bergbossen.

## Waardplanten
De rups leeft op soorten van het geslacht Triumfetta (Malvaceae).